# Корпонай Адальберт Тиберійович
Адальберт Тиберійович Корпонай (нар. 18 квітня 1966, Ракошино — пом. 23 квітня 2017, Шацьк) — радянський та український футболіст, що грав на позиції нападника та півзахисника. Відомий за виступами за українські клуби «Кремінь» та запорізький «Металург». По завершенні ігрової кар'єри — футбольний функціонер.

## Клубна кар'єра
Адальберт Корпонай народився у селі Ракошино Закарпатської області. Розпочав займатися футболом у сільській команді разом із своїми рідними братами Тиберієм та Іваном. У 1986 році Адальберта Корпоная призвали до лав Радянської Армії, де він виступав за спортивний клуб Прикарпатського військового округу. Після зайнятого першого місця у чемпіонаті збройних сил СРСР здібним футболістом зацікавились тренери команд майстрів, і з 1987 року закарпатець виступав у складі команди другої союзної ліги — луцькому «Торпедо». Дебют у команді майстрів видався вдалий, молодому нападнику вдалось у матчі з ждановським «Новатором» зробити «покер». У цьому ж сезоні «Торпедо» вийшло до 1/16 Кубка СРСР, де зіграло два матчі з московським ЦСКА, у якому на той час грала низка відомих футболістів — В'ячеслав Чанов, Володимир Татарчук, Андрій П'ятницький та інші відомі радянські футболісти. У повторному домашньому матчі Адальберт Корпонай мав шанс відзначитись у воротах московського клубу, але не реалізував вихід віч-на-віч із В'ячеславом Чановим.
У 1989 році Адальберт Корпонай уперше одягає форму кременчуцького «Кременя», який на той час виступав у другій союзній лізі. У перших двох сезонах у новому клубі Корпонай, який на той час перейшов грати у півзахист, зіграв 59 матчів, у яких відзначився 7 разів. У 1990 році отримує запрошення від відомого тренера Леоніда Ткаченка приєднатися до складу харківського «Металіста», але у Харкові футболіст виступав переважно за дублюючий склад, зігравши лише 1 матч у першості СРСР та три матчі у союзному кубку.
Після нетривалого виїзду до Харкова Адальберт Корпонай повертається до «Кременя», у якому виступав у останньому чемпіонаті СРСР у так званій перехідній лізі. У 1992 році кременчуцька команда дебютувала у Вищій лізі чемпіонату вже незалежної України. Після дебютного сезону Корпонай рік провів у запорізькому «Металурзі», але після травми вимушений був повернутися до Кременчука. У Кременчуці Корпонай провів наступні чотири роки кар'єри (із невеликою перервою, коли він провів три матчі, граючи в оренді за СК «Миколаїв»). Адальберт Корпонай став одним із лідерів «Кременя», разом із братом Іваном. У клубі Адальберт Корпонай грав під керівницством відомих тренерів Бориса Стрєльцова, Євгена Рудакова, Валерія Яремченка. Деякий час Адальберт грав під керівницством і свого старшого брата Тиберія, а матч із тернопільською «Нивою» увійшов у історію українського футболу як матч, у якому брали участь троє рідних братів: на футбольному полі зійшлись двоє братів — Адальберт у складі «Кременя» та Іван у складі «Ниви», а ще один брат — Тиберій — керував діями однієї з команд («Кременя») як тренер.
Останнім професійним клубом Адальберта Корпоная стала вінницька «Нива», пізніше перейменована на ФК «Вінниця». У першій лізі за вінницький клуб Адальберт Корпонай зіграв 57 матчів, та відзначився 5 разів, після чого завершив кар'єру професійного гравця. Після закінчення професійної кар'єри футболіст ще кілька років виступав за аматорський клуб «Ковель-Волинь».

## Після завершення футбольної кар'єри
Після закінчення активних виступів на футбольних полях Адальберт Корпонай оселився в Шацьку, працював на посаді президента місцевого аматорського клубу «Світязь», а також працював віце-президентом обласної федерації футболу і керівником комітету пляжного футболу та інспектором матчів чемпіонату області з футболу. Адальберт Корпонай також обирався депутатом Шацької селищної ради від ВО «Батьківщина».
У 2016 році у колишнього футболіста діагностовано рак кишечнику. Незважаючи на тривале лікування та проведене оперативне лікування в Ужгороді, Адальберт Корпонай помер 23 квітня 2017 року.